# Société des amis des sciences naturelles et du muséum de Rouen
La Société des amis des sciences naturelles et du muséum de Rouen, est une société savante fondée à Rouen en 1865. Reconnue d'utilité publique par le décret du 4 février 1937, la Société a pour vocations l'étude et la recherche dans le domaine des sciences naturelles et notamment sur le milieu naturel régional, et le soutien du Muséum de Rouen.
Elle organise des conférences thématiques et des prospections sur le terrain en Normandie.

## Présidents
- 1899 : Augustin Le Marchand
- Joseph Chevalier
- Rougeaux
- René Guéry

| Portrait                                                                   | Identité                                 | Période         | Période         | Durée |
| Portrait                                                                   | Identité                                 | Début           | Fin             | Durée |
| -------------------------------------------------------------------------- | ---------------------------------------- | --------------- | --------------- | ----- |
| Pas de portrait sous licence libre disponible pour Eugène Nicolle.         | Eugène Nicolle (d) (1832 - 1884)         | XIXe siècle     | XIXe siècle     |       |
| Pas de portrait sous licence libre disponible pour Emmanuel-Louis Blanche. | Emmanuel-Louis Blanche (d) (1824 - 1908) | 1865            | XIXe siècle     |       |
| Héliogravure de Philippe Zacharie.                                         | Pierre Eugène Niel (1836 - 1905)         | 1892            | 4 novembre 1897 | 5 ans |
| Pas de portrait sous licence libre disponible pour Raoul Fortin.           | Raoul Fortin (1855 - 1945)               | 4 novembre 1897 | années 1890     |       |
| Henri Gadeau de Kerville en 1884.                                          | Henri Gadeau de Kerville (1858 - 1940)   | 1903            | XXe siècle      |       |
| Pas de portrait sous licence libre disponible pour Michel Joly.            | Michel Joly (d)                          | XXIe siècle     |                 |       |

## Anciens membres
- Jules Adeline
- Émile Anfrie
- Ernest de Bergevin
- Louis Alphonse de Brébisson
- Alfred Canel
- Louis Deglatigny
- Raoul Fortin
- Henri Gadeau de Kerville
- Gaston Le Breton
- Arthur-Louis Letacq
- Edmond Spalikowski